# Gle Uleeumong
Gle Uleeumong är en kulle i Indonesien.   Den ligger i provinsen Aceh, i den västra delen av landet, 1 800 km nordväst om huvudstaden Jakarta. Toppen på Gle Uleeumong är 105 meter över havet, eller 93 meter över den omgivande terrängen. Bredden vid basen är 1,8 km.
Terrängen runt Gle Uleeumong är varierad.Runt Gle Uleeumong är det ganska tätbefolkat, med 58 invånare per kvadratkilometer. I omgivningarna runt Gle Uleeumong växer i huvudsak städsegrön lövskog.